# Stichorkis latifolia
Liparis latifolia là một loài thực vật có hoa trong họ Lan. Loài này được (Lindl.) Pfitzer miêu tả khoa học đầu tiên năm 1897.

## Hình ảnh

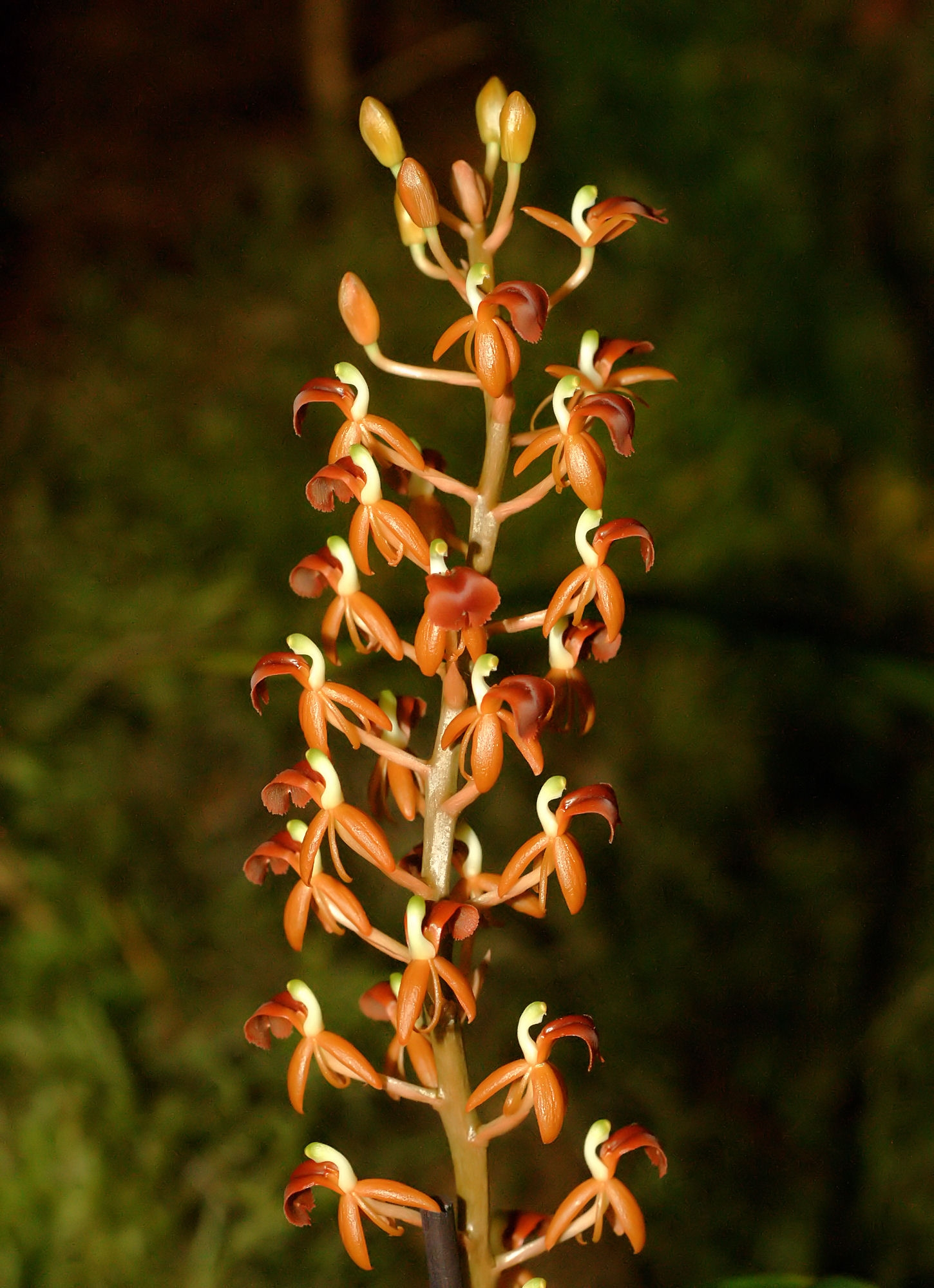
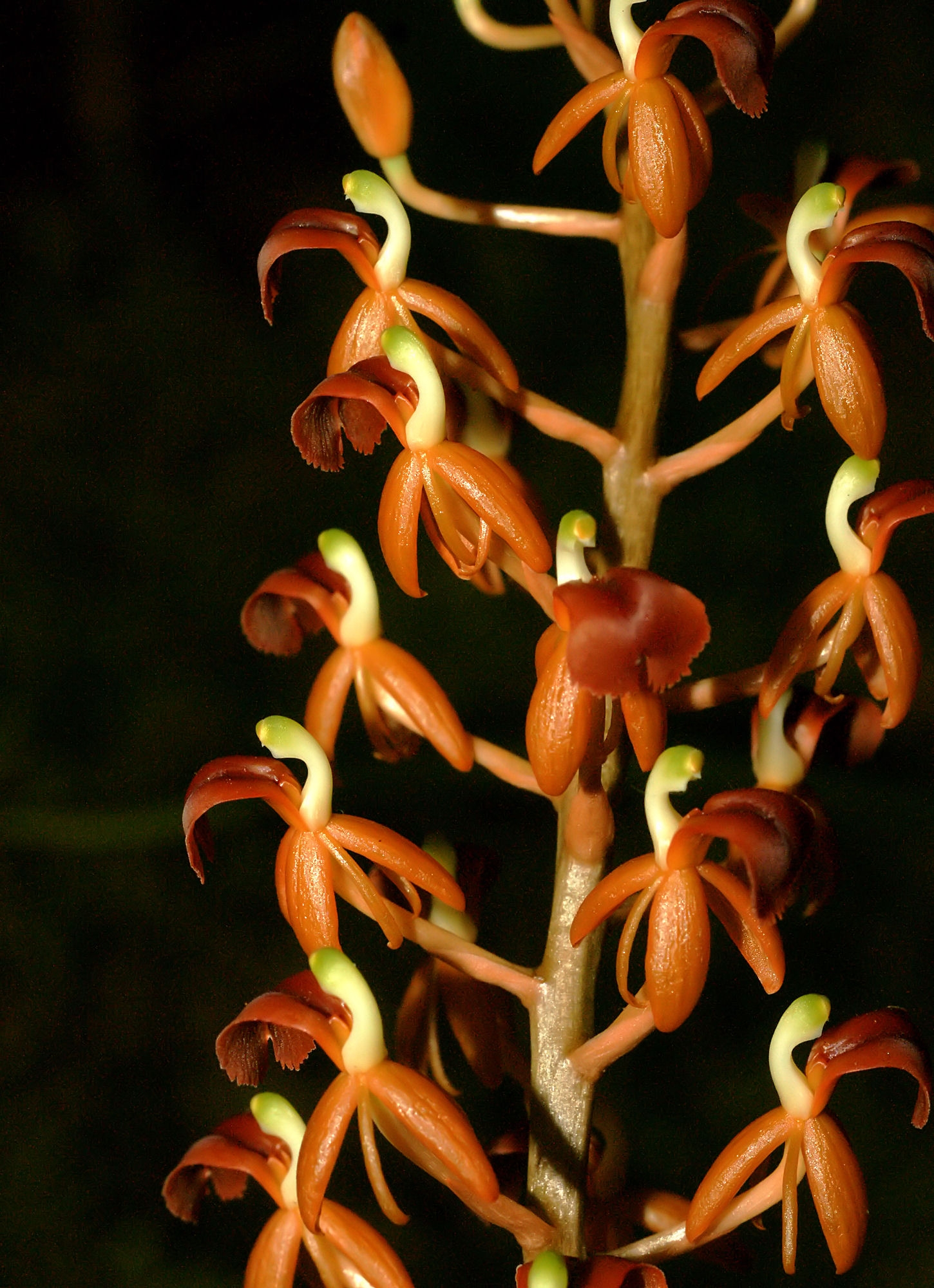
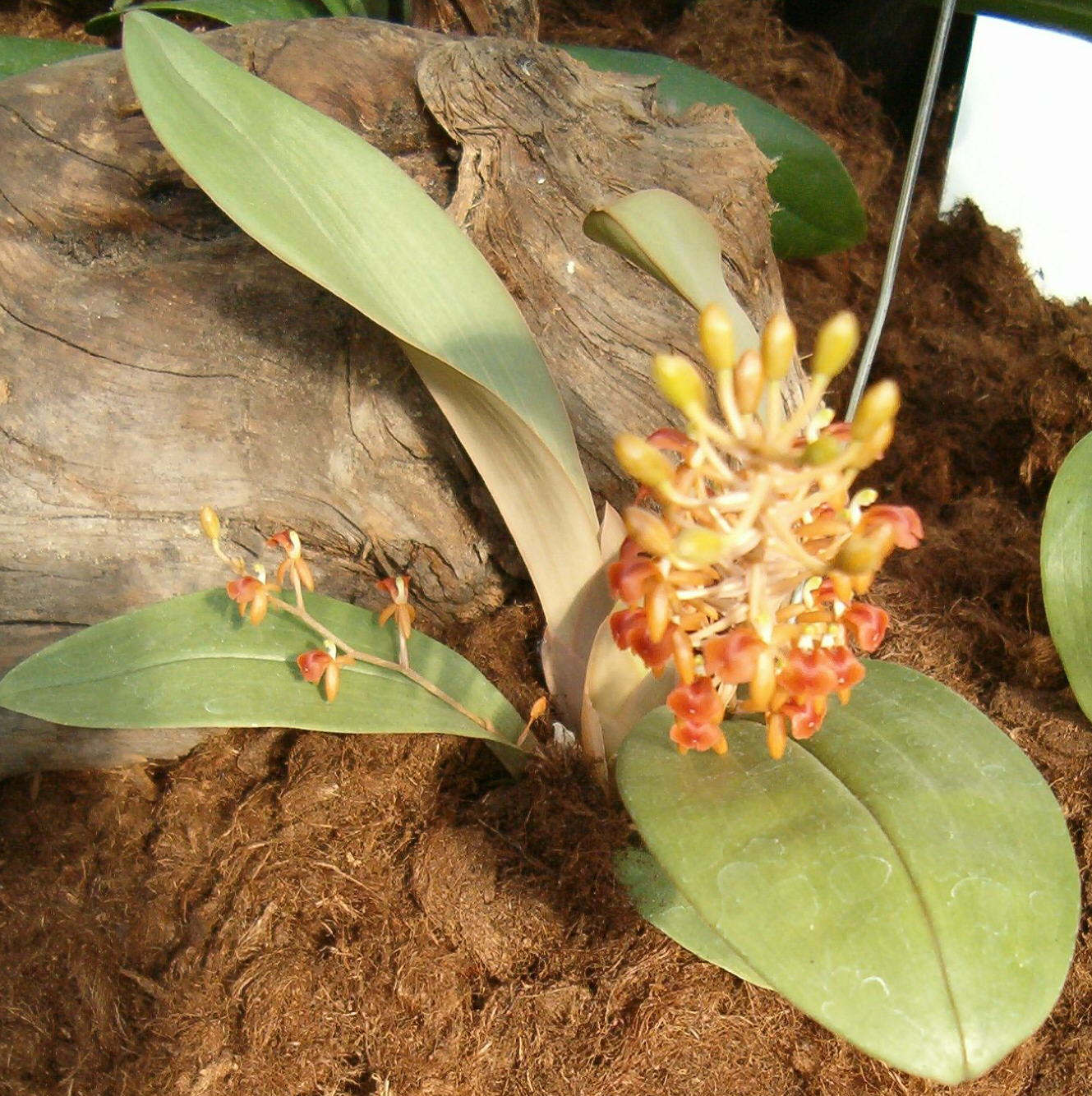
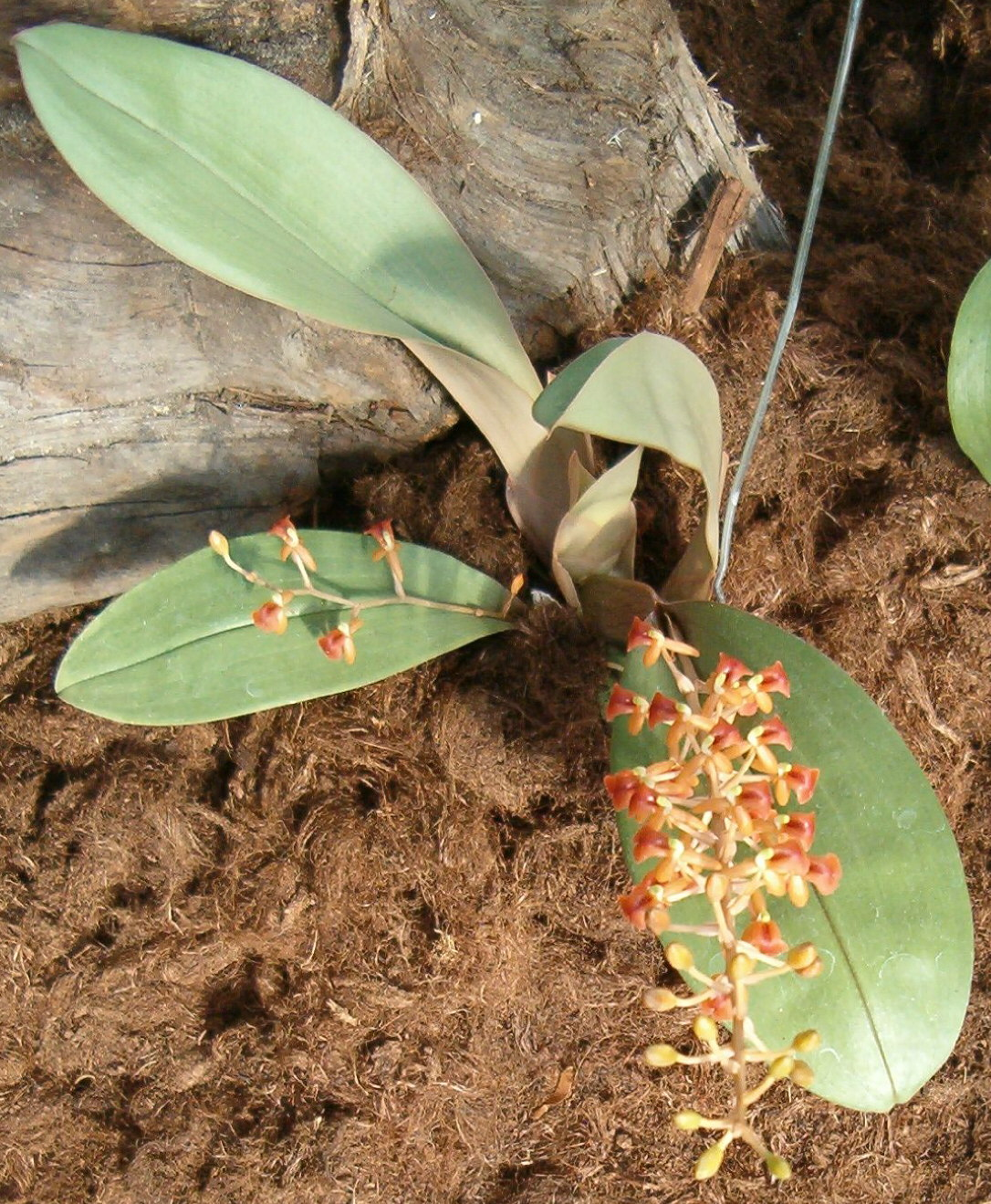